# Oratorio di Gesù al Calvario e di Maria
Oratorio di Gesù al Calvario e di Maria, även benämnt Santa Maria Addolorata dei Sacconi Rossi och Oratorio dei Sacconi Rossi, är ett dekonsekrerat oratorium i Rom, helgat åt Jesus Kristus och den smärtofyllda Jungfru Maria. Oratoriet är beläget på Tiberön i Rione Ripa och tillhör församlingen Santa Maria in Campitelli.

## Historia
Oratoriet uppfördes 1780 av Confraternità dei Devoti di Gesù al Calvario, vanligtvis kallat Confraternità dei Sacconi Rossi, på grund av deras röda ordensdräkter. Initialt hade brödraskapet till uppgift att meditera över Jesu Kristi lidande samt att bedja för själarna i Skärselden. Inom kort började brödraskapet att ta hand om de döda som påträffats i Tibern och begrava dessa. Sacconi Rossi bistod även människor som arbetade vid Tibern. 
Brödraskapet fick år 1768 arrendera lokaler i franciskanklostret på Tiberöns norra sida. År 1780 uppfördes ett oratorium och fyra år senare fick man tillstånd att i kryptan under oratoriet anlägga ett ossuarium för avlidna ordensmedlemmar. Liknande ossuarier återfinns vid kyrkorna Santa Maria della Concezione dei Cappuccini, Santa Maria dell'Orazione e Morte och Santissime Stimmate di San Francesco. I slutet av 1700-talet förbjöd de franska ockupanterna begravningar i kryptan och hänvisade istället till begravningsplatsen Campo Verano i nordöstra Rom. Förbudet upphävdes 1815, men återinfördes 1832 efter att kolera hade utbrutit. Begravningar tilläts ånyo i kryptan år 1851, men förbjöds för all framtid år 1871.
Under 1900-talets andra hälft återstod det nästan inte några medlemmar av brödraskapet. År 1983 började Arciconfraternita di Santa Maria dell'Orto att hålla minnesceremonier för de människor som hade drunknat i Tibern. År 1988 övertogs Sacconi Rossis privilegier av Den helige Johannes av Guds barmhärtiga bröder, kallade Fatebenefratelli, och oratoriet kom att dekonsekreras. Varje år på Alla själars dag, den 2 november, anordnas en procession av Fatebenefratelli och Arciconfraternita di Santa Maria dell'Orto för alla dem som omkommit i olyckor, krig och naturkatastrofer. Den heliga mässan firas i den närbelägna kyrkan San Giovanni Calibita och därefter kastas en blomsterkrans i Tibern från öns sydspets.

## Bilder
| - Fotografi från år 1951. Oratoriets ingångsportal längst till höger. |